# Acacia dewevrei
Acacia dewevrei é uma espécie de leguminosa do gênero Acacia, pertencente à família Fabaceae.